# L'ultima corsa per Woodstock
L'ultima corsa per Woodstock (Last Bus to Woodstock) è il primo romanzo poliziesco pubblicato nel 1975 dallo scrittore britannico Colin Dexter. Il romanzo è un police procedural ed appartiene alla serie in cui indaga l'ispettore Morse della Thames Valley Police.

## Trama
La sera di mercoledì 29 settembre nel cortile del pub Black Prince di Woodstock viene scoperto da un giovane, John Sanders, il cadavere di una ragazza, uccisa con un attrezzo di metallo, una pesante chiave a occhio. La ragazza, prima di essere uccisa, probabilmente ha subito un tentativo di stupro, dato che ha la camicetta strappata. Sul luogo del delitto si recano l'ispettore Morse ed il sergente Lewis della Thames Valley Police di Oxford, che interrogano Sanders, la barwoman Gaye e gli altri avventori del locale.

## Edizioni italiane
- L'ultima corsa per Woodstock, Milano, Longanesi, 1975-1988.
- L'ultima corsa per Woodstock, traduzione di Franca Tazzi, Collana Il Giallo Mondadori n.2620, Milano, Arnoldo Mondadori Editore, 1999,  p. 235.
- L'ultima corsa per Woodstock, traduzione di Luisa Nera, con una Nota di Paolo Zaccagnini, Collana La memoria n. 823, Palermo, Sellerio, 2010,  p. 350, ISBN 978-88-389-2440-8. - Collana Promemoria n.5, Sellerio, 2021, ISBN 978-88-389-4237-2.